# Burra (Australia Meridional)
Burra es una histórica ciudad turística en el centro-norte del estado de Australia Meridional. La ciudad comenzó como un único municipio minero de la compañía que, en 1851, era un conjunto de municipios (de la compañía, privados y de propiedad del gobierno) conocidos colectivamente como "The Burra". Las minas de Burra suministraron el 89% del cobre de Australia Meridional y el 5% del mundial durante 15 años, y a este asentamiento se le atribuye (junto con las minas de Kapunda) la salvación de la economía de la nueva colonia de Australia Meridional, que se encontraba en dificultades. La mina de cobre de Burra Burra se estableció en 1848 para explotar el yacimiento de cobre descubierto en 1845. Los mineros y los habitantes del pueblo emigraron a Burra principalmente desde Cornualles, Gales, Escocia y Alemania. La mina cerró por primera vez en 1877, volvió a abrir brevemente a principios del siglo XX y por última vez de 1970 a 1981.
Cuando la mina se agotó y cerró, la población se redujo drásticamente y el pueblo, durante los 100 años siguientes, se dedicó a actividades pastorales y agrícolas. En la actualidad, el pueblo sigue siendo un centro para las comunidades agrícolas de los alrededores y, al ser uno de los pueblos de la época victoriana mejor conservados de Australia, un centro turístico histórico.
La Carta de Burra, que establece las normas de buenas prácticas para la gestión del patrimonio cultural en Australia, debe su nombre a la conferencia celebrada aquí en 1979 por el Icomos (Consejo Internacional de Monumentos y Sitios) de Australia, en la que se adoptó el documento.

## Geología y geografía

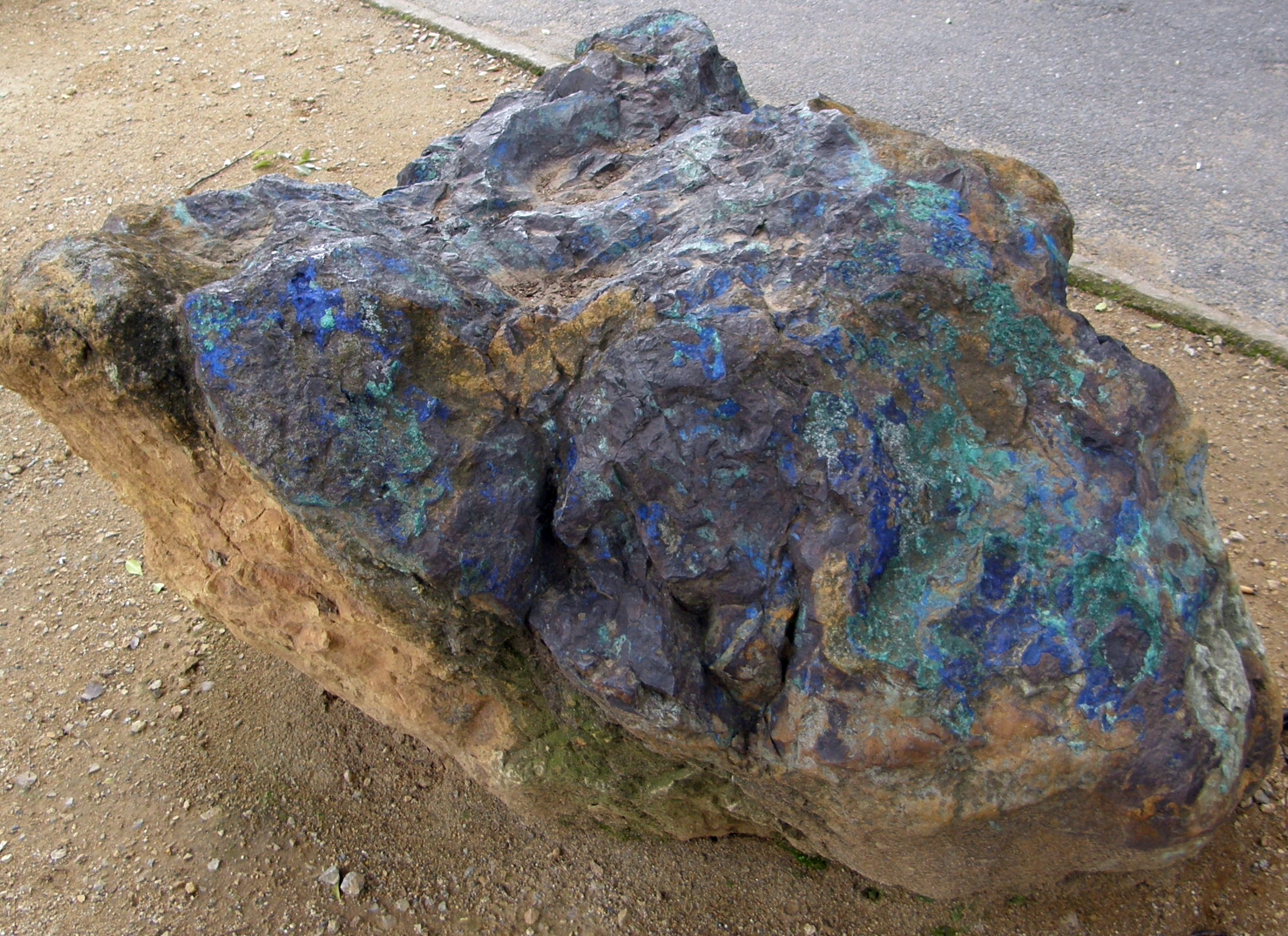
Mineral de cobre con malaquita y azurita procedente del yacimiento de Burra

El principal yacimiento de cobre se formó entre dos fallas geológicas en rocas dolomíticas rotas. El yacimiento tenía una anchura de hasta 70 metros y consistía principalmente en vetas y nódulos de malaquita verde y azurita azul entre la roca huésped. La malaquita y la azurita se formaron a partir de minerales de sulfuro de cobre, mediante un proceso conocido como "enriquecimiento secundario". Este proceso tardó millones de años en convertir el mineral de sulfuro de cobre de baja ley, que probablemente se creó hace entre 300 y 400 millones de años durante el último período de vulcanismo cerca de Burra.

## Medios de comunicación
El Burra Record era un periódico que cubría Burra y la zona centro-noriental. El Burra Record había comenzado su andadura como Northern Mail, la primera publicación de la ciudad, que se publicó por primera vez el 30 de junio de 1876. Después de 26 números semanales, en 1877 pasó a llamarse Burra News and Northern Mail, antes de volver a cambiar de nombre en julio de 1878. En 1977 se fusionó con el Review-Times para formar el Review-Times-Record, que a su vez se convirtió en The Flinders News en 1989.
Otra publicación fue el County Light Times, producido en la ciudad del 3 de marzo de 1949 al 22 de febrero de 1951. Publicado por Harold Du Rieue, la cobertura del periódico incluía los distritos de Riverton, Tarlee, Rhynie y Saddleworth.
Burra fue también la sede del Mid North Broadcaster, una publicación que salió a la luz entre 2006 y 2013. Se formó con la fusión de periódicos locales en dificultades, el Peterborough Times (2003-2006), el Burra Broadcaster (1991-2006) y el Eudunda Observer. Era propiedad del grupo Taylor, con control editorial a través del Murray Pioneer. Su distribución incluía las ciudades de Burra, Eudunda, Jamestown y Peterborough.